# Francisco d'Andrade
Francisco d'Andrade (Lisboa, 11 de janeiro 1859 — Berlim, 8 de fevereiro 1921) foi um prestigiado cantor de Ópera barítono.

## Biografia

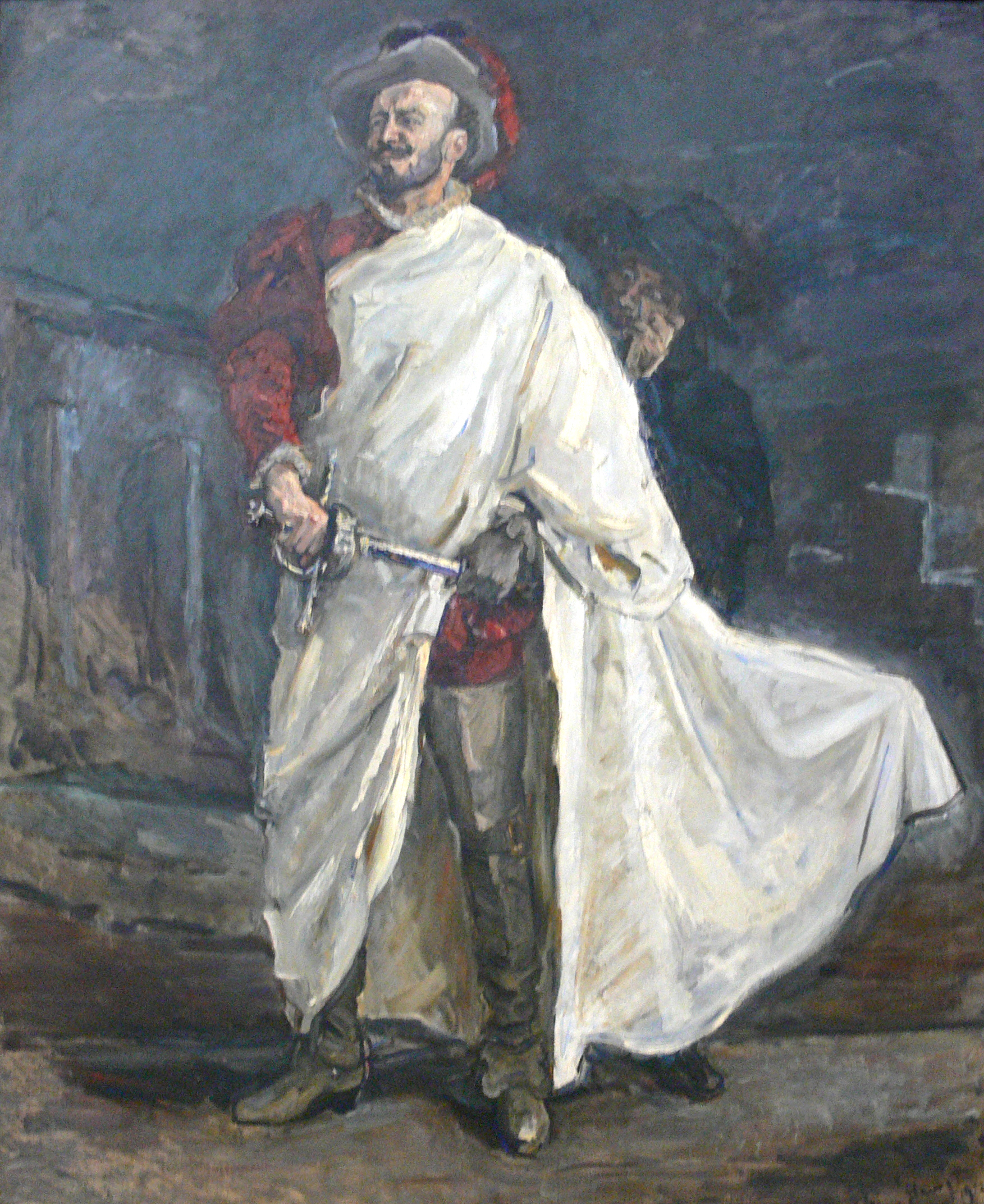
Pintura de Max Slevogt: Francisco d'Andrade como Don Giovanni, 1912

Estudou em Corrado Miraglia (1821–1881) e Sebastiano Ronconi (1856–1921) em Milão.  Actuou em Berlim e em todos os grandes palcos europeus da época. Obteve especial celebridade com o papel de Don Giovanni da ópera homónima de Mozart.
Francisco d'Andrade foi imortalizado numa pintura de Max Slevogt.